# マルバスミレ
マルバスミレ（丸葉菫、学名：Viola keiskei Miq.）は、スミレ科スミレ属に分類される多年草の1種。葉の形状に丸みがり、純白の花をつける。種小名（keiskei）は、伊藤圭介への献名。シノニムがViola keiskei Miq. var. glabra (Makino) W.Beckerで、この変種名（glabra）は「無毛の」を意味し、ケマルバスミレの変種として扱われることもある。別名がケマルバスミレ。葉がまるく毛が多いという特徴から、毛円葉スミレという名がついた。

## 特徴
花期の草丈は5-10 cm、花後の草丈は約25 cm。地下茎は短い。ふつう葉や葉柄に粗い毛があり、葉は柔らかく、円心形、円頭、鈍鋸歯があり、基部は深い心形、長さ2-4 cm、柄の長さは2-10 cm。葉の表面は緑色、裏面は淡緑色。果期には葉はさらに大きくなり、柄も長くなる。花は丸みがあり直径約2 cm、白色で時に淡紅紫色を帯び、花柄は長さ5-10 cmでまばらに開出毛が生える。花期は4月上旬-5月上旬。萼片は緑色-褐色で、長楕円状披針形で耳に歯牙がある。花弁は長さ10-14 mm、側弁は無毛または少し毛があり、唇弁には紫条が入る。距は長さ6-7 mm。花柱の上部は張り出してカマキリの頭形。丸い果実は熟すと3つに分かれ、舟型の果皮が乾燥すると、中の種子を両側からはさみ、その圧力で弾き飛ばす。種子の一部に小さな白い部分があり、これがアリが好むエライオソームで、アリが種子を運ぶ。

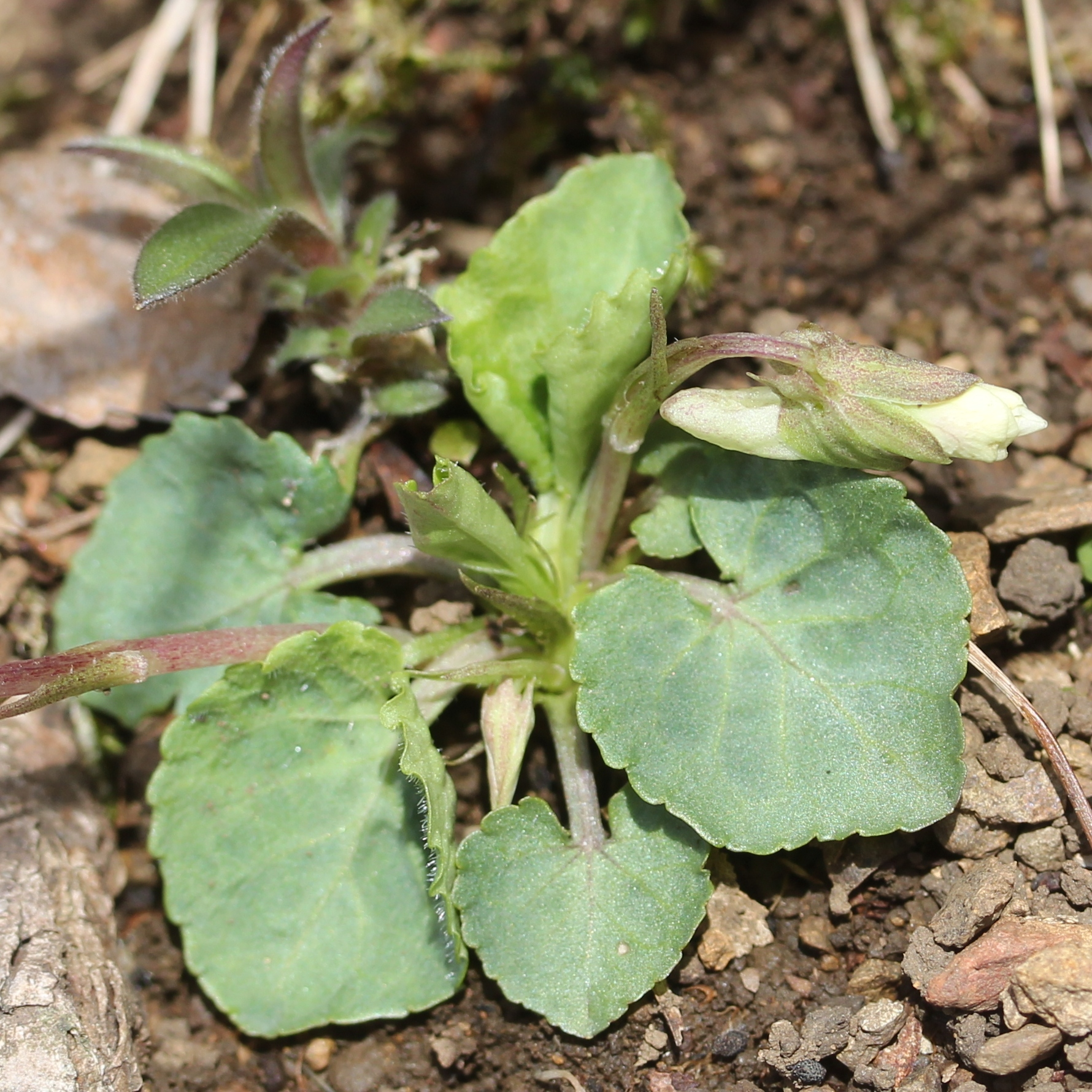
葉に鈍鋸歯があり、基部は深い心形
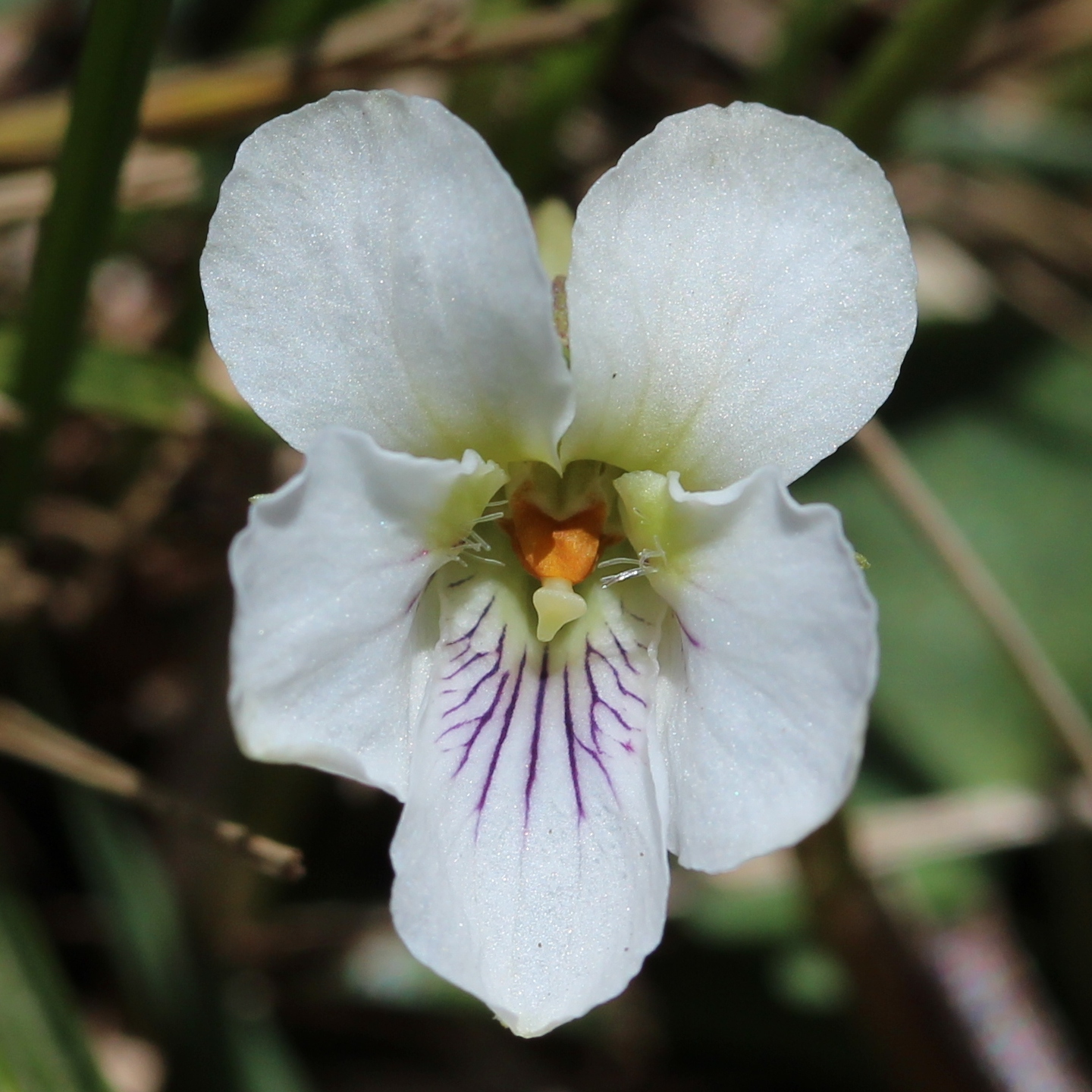
花は白色、唇弁には紫条が入り、側弁の基部に毛がある
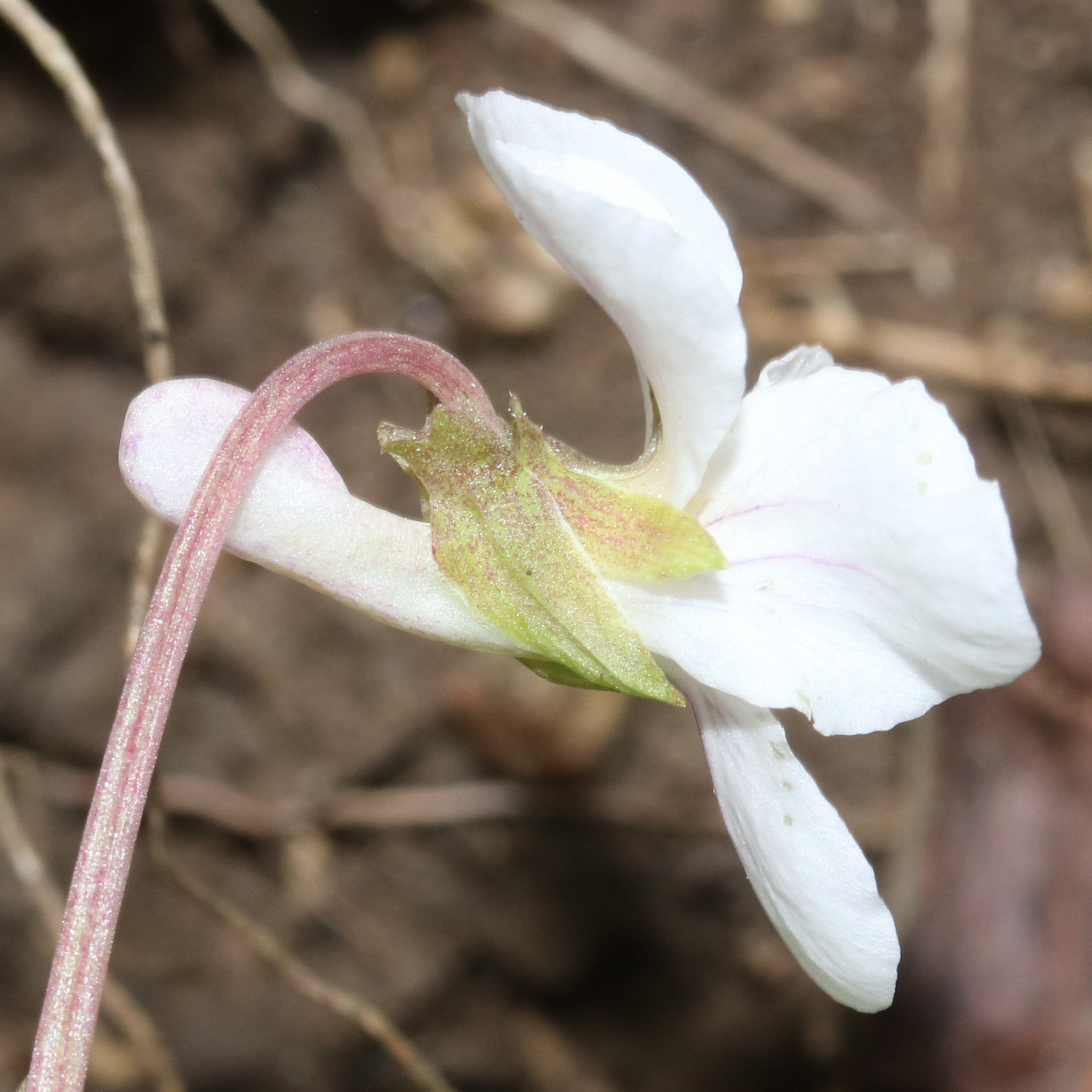
距は長さ6-7 mm

## 分布と生育環境

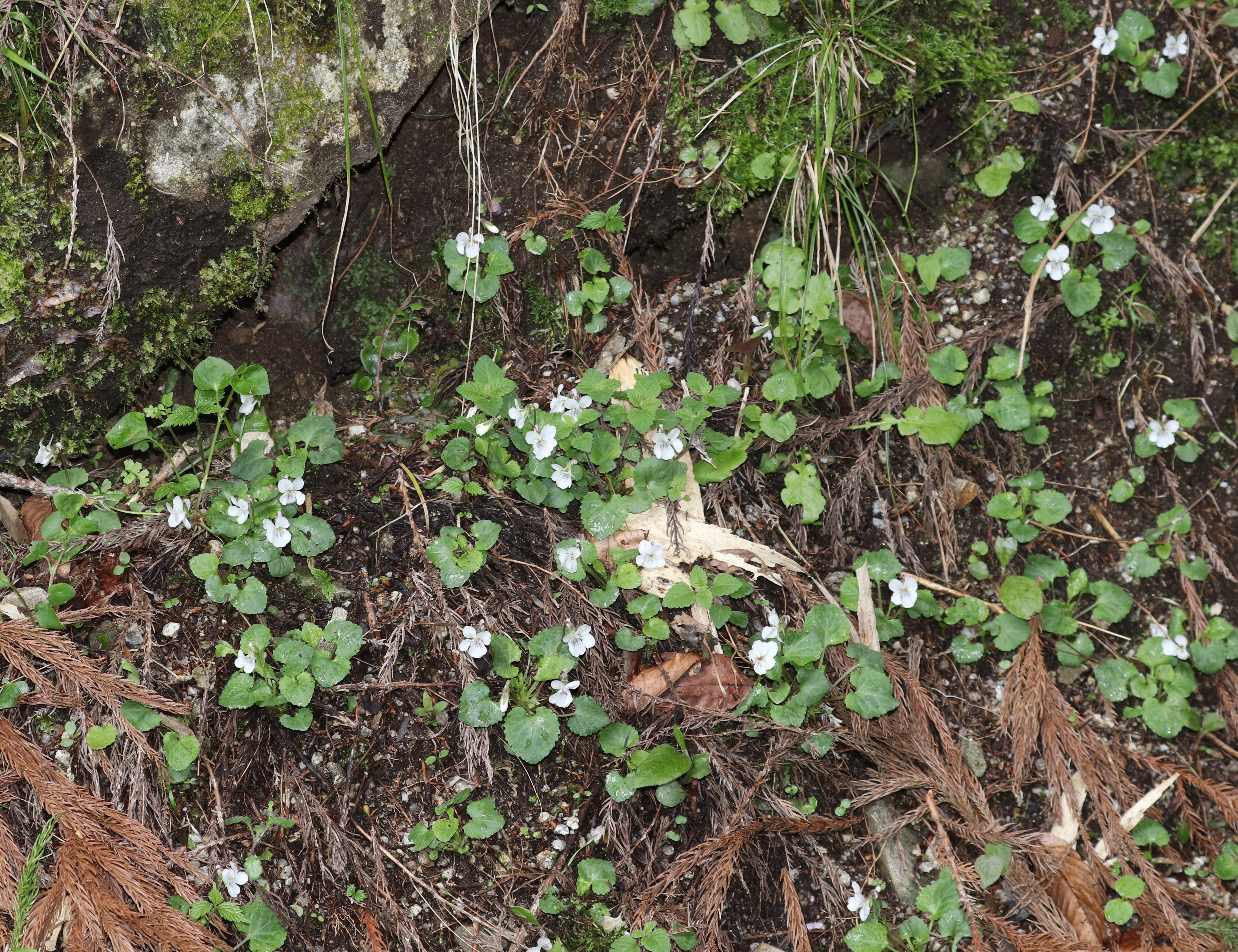
山地の林下で柔らかくて崩れ易い場所に群生するマルバスミレ

シベリア、中国、朝鮮半島、日本の暖帯に分布する。日本以外での個体数は少ないと見られている。
日本では、本州、四国、九州に分布する。北限が青森県、南限が屋久島。太平洋側の内陸部に多く、西日本では一部を除いてあまり多くない。
山地、丘陵地や道端などの日当たりの良い場所から半日陰の土手や落葉樹林下に生育数する。特に柔らかくて崩れ易い場所に群生することが多い。

## 分類
従来マルバスミレはケマルバスミレの無毛品として扱われていたが、無毛品は極めてまれであることから両方を含めてマルバスミレとして扱われている。
側弁の基部に毛がある品種として、ヒゲケマルバスミレ（髭毛丸葉菫、学名：Viola keiskei Miq. f. barbata Hiyama ex F.Maek.）が知られている。エイザンスミレとの交雑種として、ワカミヤスミレ（若宮菫、学名：Viola eizanensis (Makino) Makino x V. keiskei Miq.）が知られている。

## 種の保全状況評価
日本では国レベルの環境省によるレッドリストの指定はないが、以下の都道府県でレッドリストの指定を受けている。
- 絶滅危惧IA類 - 山形県[15]
- 県域絶滅危惧I類 - 福井県[16]
- 絶滅寸前種 - 京都府[17]
- 絶滅危惧II類 - 富山県[18]、鳥取県[19]、長崎県[20]
- 植物準絶滅危惧 - 鹿児島県[21]
- 地域個体群 - 新潟県[22]